# Isla de Terranova
Terranova (literalmente en latín: «tierra nueva», en inglés: Newfoundland, en francés: Terre-Neuve) es una gran isla canadiense ubicada en la costa noreste de Norteamérica, y la parte más poblada de la provincia canadiense de Terranova y Labrador (llamada «Terranova» hasta 2001).
Con una superficie de 108 860 kilómetros cuadrados (42 030,9 mi²), Terranova es la decimosexta isla más grande del mundo, la cuarta isla más grande de Canadá y la mayor isla canadiense fuera de Canadá septentrional. La capital provincial, San Juan de Terranova, está situada en la costa sureste de la isla; Cabo Spear, justo al sur de la capital, es el punto más oriental de Norteamérica, excluida Groenlandia. Es habitual considerar que todas las islas directamente vecinas, como Mundo Nuevo, Twillingate, Fogo e Isla de Bell, son "parte de Terranova" (es decir, distintas de Labrador). Según esta clasificación, Terranova y sus pequeñas islas asociadas tienen una superficie total de 111 390 kilómetros cuadrados (43 007,7 mi²).
Según las estadísticas oficiales del censo de Canadá de 2006, el 57% de los habitantes de Terranova y Labrador que respondieron afirma tener ascendencia británica o irlandesa: el 43,2% afirma tener al menos un progenitor inglés, el 21,5% al menos un progenitor irlandés y el 7% al menos un progenitor de origen escocés. Además, el 6,1% afirma tener al menos un progenitor de ascendencia francesa. La población total de la isla en el censo de 2006 era de 788901 habitantes

## Historia

Bandera de Terranova (de facto)

Los primeros pobladores de Terranova fueron indígenas algonquinos. Los vikingos establecieron un poblado efímero en L'Anse aux Meadows, isla de Terranova en torno al año 1000 d. C. Se presume que este asentamiento podría tratarse del lugar que, según las sagas nórdicas, llamaron Leifsbúðir (la casa de Leif), en el territorio que denominaron Vinland («tierra de viñas» o «tierra de pastos»), región que los vikingos encontraron habitada por aborígenes (skræling).
A pesar de que oficialmente la conquista de América comenzó con la llegada de Cristóbal Colón al Caribe en 1492, es muy probable que en fechas anteriores ya hubiera presencia de marineros europeos en la costa norte de la isla de Terranova, en el estrecho de Belle Isle, como atestiguan registros comerciales de la industria del aceite de ballena a manos de marineros vascos (del golfo de Vizcaya) asentados en la zona. No en vano, la toponimia ha dejado numerosas referencias vascas en la zona, anteriores a la presencia inglesa, como por ejemplo el nombre de la península de Port au Port, que deriva del topónimo vasco "Opor portu" (en euskera, "puerto de descanso").
La isla fue bautizada como Terra Nova («Tierra Nueva») por el navegante genovés Giovanni Caboto en 1497 al servicio de la Corona inglesa, quien la encontró poblada por los indígenas beotucos.
Frente a su costa se hundió el trasatlántico RMS Titanic en la noche del 14 al 15 de abril de 1912. Fue el primer lugar en recibir la noticia del hundimiento del Titanic, sirviendo como puerto principal en muchas de las investigaciones siguientes a la tragedia.
En 1949, después de un referéndum celebrado en la isla por el Reino Unido, el territorio se adhirió a Canadá como su décima provincia junto con el territorio continental de Labrador.

### Primeros habitantes
Los primeros habitantes de Terranova fueron los paleoesquimales, que no tienen ningún vínculo conocido con otros grupos de la historia de Terranova. Poco se sabe de ellos más allá de las pruebas arqueológicas de los primeros asentamientos. Se han encontrado pruebas de culturas sucesivas. Los paleoesquimales tardíos, o  cultura de Dorset, se asentaron allí hace unos 4000 años. Eran descendientes de las migraciones de antiguos pueblos prehistóricos a través del Alto Ártico hace miles de años, tras cruzar desde Siberia por el  puente terrestre de Bering. Los Dorset se extinguieron o abandonaron la isla antes de la llegada de los pueblos nórdicos.
Después de este período, los Beothuk se asentaron en Terranova, migrando desde Labrador, en el continente. No hay pruebas de que los beothuk habitaran la isla antes del asentamiento nórdico. Los estudiosos creen que los Beothuk están estrechamente relacionados con los Innu de Labrador. La tribu más tarde fue declarada "extinta", aunque se han documentado personas de ascendencia parcial Beothuk. El nombre Beothuk significaba 'pueblo' en la lengua beothuk, que a menudo se considera miembro de la familia Lenguas algonquianas aunque la falta de registros suficientes hace que no sea posible demostrar con seguridad tal conexión.
En la actualidad se suele decir que la tribu se ha extinguido, pero se conservan pruebas de su cultura en registros museísticos, históricos y arqueológicos. Shanawdithit, una mujer a la que a menudo se considera la última beothuk de pura sangre, murió en St. John's en 1829 de tuberculosis. Sin embargo, Santu Toney, que nació alrededor de 1835 y murió en 1910, era una mujer de ascendencia mixta mi'kmaq y beothuk, lo que significa que algunos beothuk debieron vivir más allá de 1829. Describió a su padre como beothuk y a su madre como mi'kmaq, ambos de Terranova. Los beothuk pueden haberse mezclado y asimilado con los innu en Labrador y los mi'kmaq en Terranova. Las historias europeas también sugieren una posible competencia histórica y hostilidad entre los beothuk y los mi'kmaq, aunque esto es refutado por la historia oral indígena. Los mi'kmaq, los innu y los inuit cazaban y pescaban en los alrededores de Terranova, pero no hay pruebas de que vivieran en la isla durante largos periodos de tiempo y sólo viajaban a Terranova temporalmente. Los inuit han sido documentados en la Gran Península del Norte en fecha tan tardía como el siglo XVIII. Históricamente, Terranova era la parte más meridional del área de distribución territorial de los inuit.[cita requerida]
Cuando los europeos llegaron a partir de 1497 y más tarde, empezando por John Cabot, establecieron contacto con los beothuk. Las estimaciones sobre el número de beothuk en la isla en esta época varían, normalmente en torno a 700.
Más tarde, ingleses y franceses se asentaron en la isla. Les siguieron los Mi'kmaq, un pueblo indígena de habla Algonquian del este de Canadá y la actual Nueva Escocia. A medida que los europeos y los mi'kmaq se asentaban durante todo el año y se extendían a nuevas zonas de la costa, disminuía la superficie de que disponían los beothuk para recolectar los recursos marinos de los que dependían. A principios del siglo XIX, quedaban pocos beothuk. La mayoría murieron a causa de enfermedades infecciosas transmitidas por los europeos, contra las que no tenían inmunidad, y por inanición.[cita requerida] Los intentos del gobierno de comprometerse con los beothuk y ayudarles llegaron demasiado tarde.[cita requerida] Los beothuk no mantenían relaciones amistosas con los extranjeros, a diferencia de los mi'kmaq. Estos últimos comerciaban fácilmente con los europeos y se establecieron en asentamientos de Terranova.

## Geografía
Terranova está separada de la península del Labrador por el estrecho de Belle Isle y de la isla de Cabo Bretón por el estrecho de Cabot. Tiene una superficie de 115 220 km².
La capital de la provincia, San Juan de Terranova, se encuentra en el extremo suroriental de la isla. El cabo Spear, al sur de la capital, es el punto más al este de Norteamérica.

### Clima

Terranova Köppen

Terranova se caracteriza principalmente por tener un clima subártico (Köppen Dfc) o continental húmedo (Köppen Dfb). Las ubicaciones en el extremo sureste de la isla reciben suficiente influencia marítima para calificar como de clima oceánico subpolar (Köppen Cfc).

## Puntos de interés

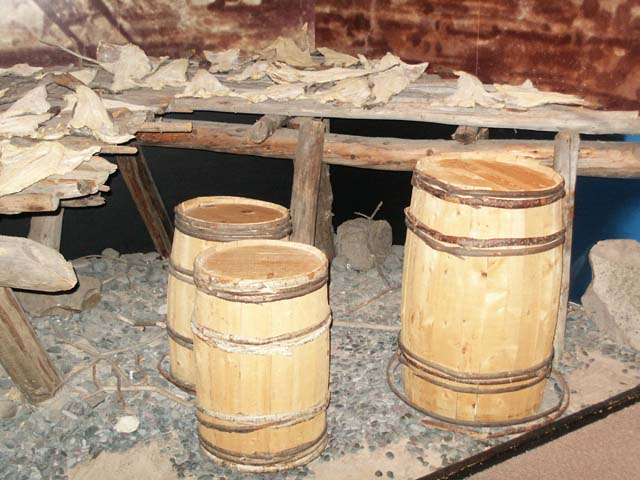
El bacalao, pilar tradicional de la pesca en Terranova

Terranova cuenta con la mayor cantidad de yacimientos arqueológicos de la cultura Dorset.[cita requerida] Los beothuk y los mi'kmaq no dejaron tantas pruebas de sus culturas.[cita requerida]
Al ser uno de los primeros lugares del Nuevo Mundo donde se asentaron los europeos, Terranova también tiene una historia de colonización europea. St. John's es la ciudad más antigua de Canadá y el lugar de asentamiento continuo más antiguo de la Norteamérica anglófona.
El área metropolitana censada de St. John's incluye 12 comunidades suburbanas, las más grandes de las cuales son la ciudad de Mount Pearl y las localidades de Conception Bay South y Paradise. La tercera ciudad más grande de la provincia es Corner Brook, situada en la bahía de las Islas, en la costa oeste de la isla. La bahía fue bautizada por el capitán James Cook, que inspeccionó la costa en 1767.
La isla de Terranova cuenta con numerosos parques provinciales, como el parque provincial de Barachois Pond, considerado un bosque modelo, así como con dos parques nacionales.
- El parque nacional Gros Morne está situado en la costa oeste; fue designado Patrimonio de la Humanidad por la UNESCO en 1987 debido a su compleja geología y su notable paisaje. Es el mayor parque nacional del Canadá atlántico, con 1.805 km², y es un popular destino turístico.
- El parque nacional Terra Nova, en el lado este de la isla, conserva la escarpada geografía de la región de la bahía de Bonavista. Permite a los visitantes explorar la interacción histórica de la tierra, el mar y el hombre.
- L'Anse aux Meadows es un yacimiento arqueológico situado cerca del extremo norte de la isla (Cabo Norman). Es el único yacimiento conocido de un poblado nórdico en Norteamérica fuera de Groenlandia, y está designado como Patrimonio de la Humanidad por la UNESCO. Es el único lugar ampliamente aceptado de contacto transoceánico precolombino. Se asocia con el intento de colonia de Vinlandia establecido por Leif Ericson hacia 1003.

## Zona turística
La isla ofrece muchas oportunidades turísticas, desde el kayak de mar, la acampada, la pesca y la caza, hasta el senderismo. El Sendero Internacional de los Apalaches (IAT) se está ampliando a lo largo de la montañosa costa occidental de la isla. En la costa este, el Sendero de la Costa Este se extiende por la península de Avalon a lo largo de 220 km, comenzando cerca de Fort Amherst en St. John's y terminando en Cappahayden, con otros 320 km de sendero en construcción.
La estación de esquí de Marble Mountain, cerca de Corner Brook, es una de las principales atracciones en invierno para los esquiadores del este de Canadá.
Otras comunidades importantes son las siguientes ciudades
- Gander, sede del aeropuerto internacional de Gander.
- Grand Falls-Windsor, un centro de servicios para la parte central de la isla.
- Channel-Port aux Basques, la "puerta de entrada a Terranova", ya que es el punto más cercano de la isla a la provincia de Nueva Escocia, así como la ubicación de la terminal del ferry Marine Atlantic que conecta la isla con el resto de Canadá.
- Stephenville, antigua ubicación de la base aérea Ernest Harmon y actual aeropuerto de Stephenville.

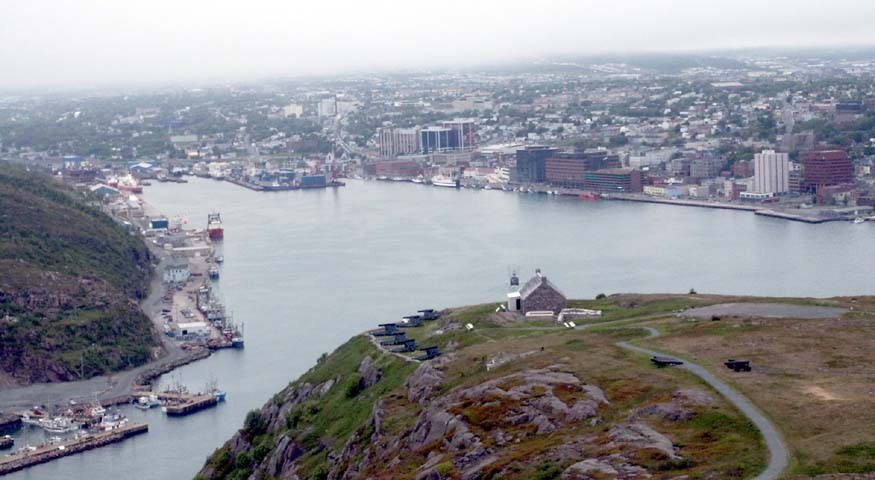
Vista de la ciudad de San Juan de Terranova

Las instituciones educativas incluyen la universidad provincial, Memorial University of Newfoundland, cuyo campus principal está situado en St. John's, junto con el campus de Grenfell en Corner Brook, además del College of the North Atlantic con sede en Stephenville y otras comunidades.
Bonavista, Placentia y Ferryland son lugares históricos de diversas actividades de asentamiento o descubrimiento de los primeros europeos. Tilting Harbour, en la isla de Fogo, es un distrito patrimonial registrado en la provincia, así como un distrito de paisaje cultural nacional de Canadá. Se trata de uno de los dos únicos lugares históricos nacionales de Canadá así reconocidos por su patrimonio irlandés.

Las oportunidades de entretenimiento abundan en las tres ciudades y los numerosos pueblos de la isla, especialmente durante los festivales de verano. Para la vida nocturna, George Street, situada en el centro de St. John's, está cerrada al tráfico 20 horas al día. El estadio Mile One de St. John's es el lugar donde se celebran grandes eventos deportivos y conciertos en la provincia.

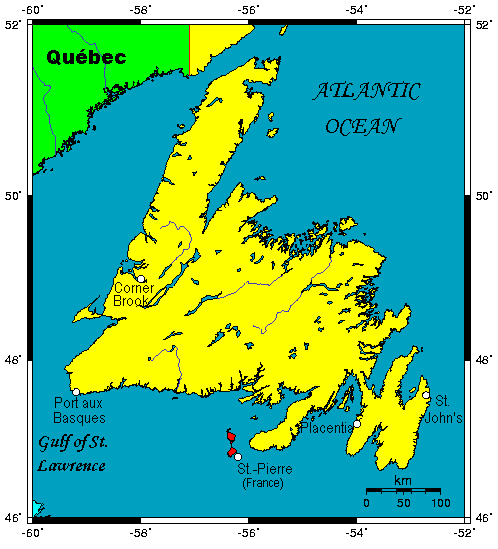
Mapa de la isla

## Cultura y referencias literarias
En marzo se celebra la caza anual de focas (de la foca arpa).
En la isla se ambienta la mayor parte de The Shipping News, ganadora del Premio Pulitzer, de E. Annie Proulx.
La serie de manga Vinland Saga de Makoto Yukimura toma su nombre del nombre que le dieron los exploradores vikingos a la isla.

## Naufragios en las cercanías de la Isla
Por su geografía la costa de la provincia y sus inmediaciones cuenta con una gran variedad de icebergs (aproximadamente 40.000) tanto al sur como al norte.
- 1565 - Ballenero San Juan, descubierto en 1979.[24]
- 1912 - RMS Titanic, hundido tras una colisión con un iceberg a 650 kilómetros al sureste de la Isla, en la noche entre el 14 de abril y 15 de abril, es el caso más relevante de naufragio de la historia, descubierto su pecio el 1 de septiembre de 1985 a las 1:05 horas.
- 1982 - Ocean Ranger, plataforma petrolera desaparecida tras una tormenta.
- 1982 - Mejanik Tarasof, carguero soviético, en el naufragio 15 marineros perdieron la vida.[25]
- 1992 - Izarra I, barco pesquero naufragó a 400 millas de la costa de Terranova, sin lamentar fallecimientos.
- 2003 - Arcay, el pesquero español que rescató al Izarra I, naufragó a 500 kilómetros de la costa.[26]
- 2009 - Monte Galiñeiro, fue un bacaladero que naufragó en tan solo 17 minutos tras registrar dos explosiones en la sala de máquinas.[27]
- 2022 - Villa de Pitanxo, buque arrastrero español, se hundió el 15 de febrero a las 02:30 horas, a 450 kilómetros de la isla.[28] Fallecieron veintiún de los veinticuatro tripulantes.[29]